# Mekseb Debesay
Mekseb Debesay Abrha (Tsazega, Eritreia, 15 de junho de 1991) é um ciclista eritreio que corre para a equipa Bike Aid. O seu irmão, Fregalsi Debesay, é também ciclista profissional.

## Palmarés
2011
- 1 etapa do Tour da Eritreia

2012
- 1 etapa do Tour da Eritreia

2013
- Tour da Eritreia
- 1 etapa do Fenkel Northern Redsea

2014
- Tour da Argélia, mais 1 etapa
- 1 etapa do Tour de Sétif
- 2º no Campeonato da Eritreia Contrarrelógio
- Grande Prêmio de Chantal Biya, mais 1 etapa
- 2 etapas do Tour de Ruanda
- UCI Africa Tour

2015
- Tour de Blida, mais 1 etapa
- Critérium Internacional de Sétif
- 1 etapa do Tour de Sétif
- 1 etapa do Tour de Faso
- 2 etapas do Tour de Ruanda

2016
- 3º no Campeonato Africano em Estrada

2017
- 1 etapa do Tour de Langkawi[1]
- Campeonato da Eritreia Contrarrelógio

2018
- Campeonato Africano Contrarrelógio

2019
- Campeonato Africano em Estrada

## Resultados nas Grandes Voltas e Campeonatos do Mundo
Durante a sua carreira desportiva tem conseguido os seguintes postos nas Grandes Voltas e nos Campeonatos do Mundo:
| Carreira                  | 2014 | 2015 | 2016 | 2017 | 2018 | 2019 |
| ------------------------- | ---- | ---- | ---- | ---- | ---- | ---- |
| Giro d'Italia             | -    | -    | -    | -    | -    | -    |
| Tour de France            | -    | -    | -    | -    | -    | -    |
| Volta a Espanha           | -    | -    | -    | -    | -    | -    |
| Mundial em Estrada        | Ab.  | Ab.  | Ab.  | Ab.  | -    | Ab.  |
| Mundial de Contrarrelógio | -    | 49º  | 46º  | -    | -    | -    |

-: não participa 

Ab.: abandono